# Бёсдорф (Гольштейн)

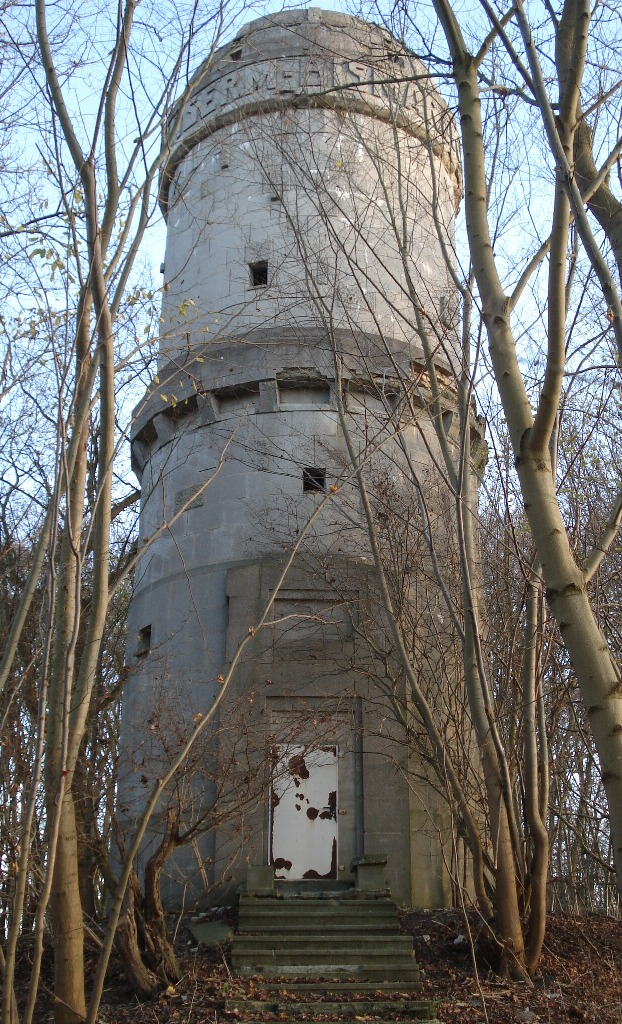

Бёсдорф (нем. Bösdorf) — коммуна в Германии, в земле Шлезвиг-Гольштейн.
Входит в состав района Плён. Подчиняется управлению Гроссер Плёнер Зее. Население составляет 1512 человек (на 31 декабря 2010 года). Занимает площадь 21,1 км².

## География

### Географическое положение
Муниципальный район Бесдорф простирается на восток от озера Гросер-Плёнер-Зе, к югу от реки Зур и на юго-запад от озера Дикзе в природной зоне Восточногольштейнские холмы и озера (основной объект № 702).

### Районы
Муниципалитет разделен на множество частей, также называемыми жилыми районами. На территории муниципалитета, помимо деревни, названной в честь муниципалитета, находятся другие деревни Бернсдорф, Кляйнмайнсдорф, Нидерклевиз, Оберклевиз, Пфингстберг и Сандкатен, группы домов Додау, Кляйнмюлен, Шмекенфельд и Бампхек, усадьбы Рухлебен и (частично) Вальдсхаген, усадьбы Аугстфельде, Фридрихсхоф, а также отдельные коттеджные поселки Хоэнраде, Карлсхоф и Тролльхольм, а также Штайнбуш.

## История
История отдельных деревень, из которых возник Бесдорф, таких как имение Рухлебен, восходит к 13 веку.
В 1872 году сельские общины Бесдорф, Хоэнраде, Нидер-Клевиз и Обер-Клевиз были объединены в новую сельскую общину Хоэнраде, которая в том же году сменила название на Бесдорф. Одновременно Ландгемайнд Фридрихсдорф был включен в Ландгемайнд Майнсдорф. В 1885 году часть фискального района имений Плен была присоединена к Бесдорфу.
После роспуска поместий в 1928 году часть фискального района имений Плен были присоединены к Бесдорфу и Майнсдорфу.
В 1929 году община Пфингстберг была образована из сельских общин Аугстфельде и Бернсдорф, а также из участков сельской общины Майнсдорф.
В 1939 году общины Майнсдорф и Пфингстберг были распущены и присоединены к Бесдорфу. При этом некоторые участки были переданы, как и в 1937 году, городу Плен.
С 1 января 2014 года Бесдорф ушел из управления Гросс-Пленер-Зее и с тех пор находится в ведении города Плён.